# Agrias subpaulus
Agrias subpaulus är en fjärilsart som beskrevs av Le Moult 1926. Agrias subpaulus ingår i släktet Agrias och familjen praktfjärilar. Inga underarter finns listade i Catalogue of Life.